# Castelló de Rugat
Castelló de Rugat és un municipi del País Valencià a la comarca de la Vall d'Albaida, també conegut antigament com a Castelló de les Gerres. El gentilici d'aquest municipi, en les seves diferents formes, és castellonenc, castellonenca, castellonencs, castellonenques, gentilici que comparteix amb Castelló de la Plana i Castelló de la Ribera. També existeix la forma castelloner, castellonera, castelloners, castelloneres.

## Història
La primera mostra de poblament rau en uns enterraments del Neolític trobats a la cova de la Penyeta Tarrasó; del Bronze s'han localitzat quatre assentaments: la Penya Blanca, l'Algebassó i l'Alt de Montaner i, especialment, el de la Buitrera; la cultura íbera també hi deixà les seues empremtes: l'Ermita, el Tossal, i la Punta; d'època romana hi ha troballes al Lauro, Marxillent, poblat de l'Ermita, alt de la Perdiu i Xarxet; però fou un castell àrab l'origen de l'actual població i el Rafalet, el Lauro, el Vinet, el Tossal, el camí de Llutxent són testimonis del pas dels musulmans per Castelló, fins i tot a la plaça del Palau hi ha restes d'una de les poques mesquites que queden al País Valencià.
Alfons el Franc va donar Castelló el 30 de gener de 1287 a Bernat de Bellvís, no amb plenitud de drets, ja que la ciutat de Xàtiva també tenia concessions; en la família Bellvís romangué fins finals del segle xiv, quan el lloc ja era conegut com a baronia de Castelló, en què Joan Bellvís, que havia reconstruït el castell per concessió de Pere IV redactada el 5 de maig de 1396, morí sense descendència; dels Bellvís passà als Castella, als Romeu i Castelló començà a anomenar-se «de Rugat»; el 25 de juny de 1499, la duquessa vídua Maria Enríquez, com a tutora de Joan de Borja, duc de Gandia, comprà el senyoriu; el 26 de novembre de 1534 la parròquia de Castelló es desmembrà de la de la Pobla del Duc i va adquirir entitat pròpia; en 1543 morí el duc Joan i el succeí el seu primogènit Francesc de Borja i Aragó (IV duc de Gandia) canonitzat pel papa Climent XI el 12 d'abril de 1671, el qual renuncià a tots els seus béns en benefici del seu fill Carles de Borja, el qual gaudia de prolongades estades d'esbarjo al seu Palau de Castelló on va morir; a finals d'eixe segle Castelló va passar a ser Castelló del Duc; en 1598 i 1599, dins d'un cicle de davallada econòmica, Castelló va patir forts terratrèmols.
L'expulsió dels moriscos (1609) agreujà el problema econòmic i demogràfic, ja que hi romangueren 30 cases; el segle xviii tot i començar amb un increment de les càrregues econòmiques sobre els castellonencs imposades pel govern del rei Felip V, va ser-hi un segle de creixement; el 23 de març de 1748 hi hagué un fort terratrèmol (vegeu terratrèmol del 1748) que es repetiria amb major intensitat el 2 d'abril que deixà desperfectes en les cases, l'església i el palau; en 1916, a conseqüència de l'abolició dels senyorius, obté l'actual denominació: Castelló de Rugat;

## Demografia i economia
El cens de 2003 dona la xifra de 2.254 habitants, de gentilici castellonencs.
Castelló de Rugat també és conegut com a Castelló de les Gerres, això és degut a l'antiga fabricació de grans quantitats de tota mena de gerreria, que actualment ha esdevingut en la de rajoles. Eixa indústria i l'agricultura han sigut el motor de l'economia castellonenca, però actualment és el sector terciari el que la dinamitza juntament amb algunes indústries de transformació i comercialització de fruites i la construcció.

## Geografia
Situat als peus del tossal de l'Ermita, Castelló de Rugat té una carena de muntanyes que la separen de la comarca del Comtat, entre les quals destaca la serra de Benicadell, el Morquí i les Penyes Altes. L'ajuntament ha configurat quatre rutes ben diferenciades per donar a conéixer la riquesa paisatgística i la fauna i flora que es poden trobar arreu del terme, de 19 km².

## Edificis d'interés
Casa Frasquet.

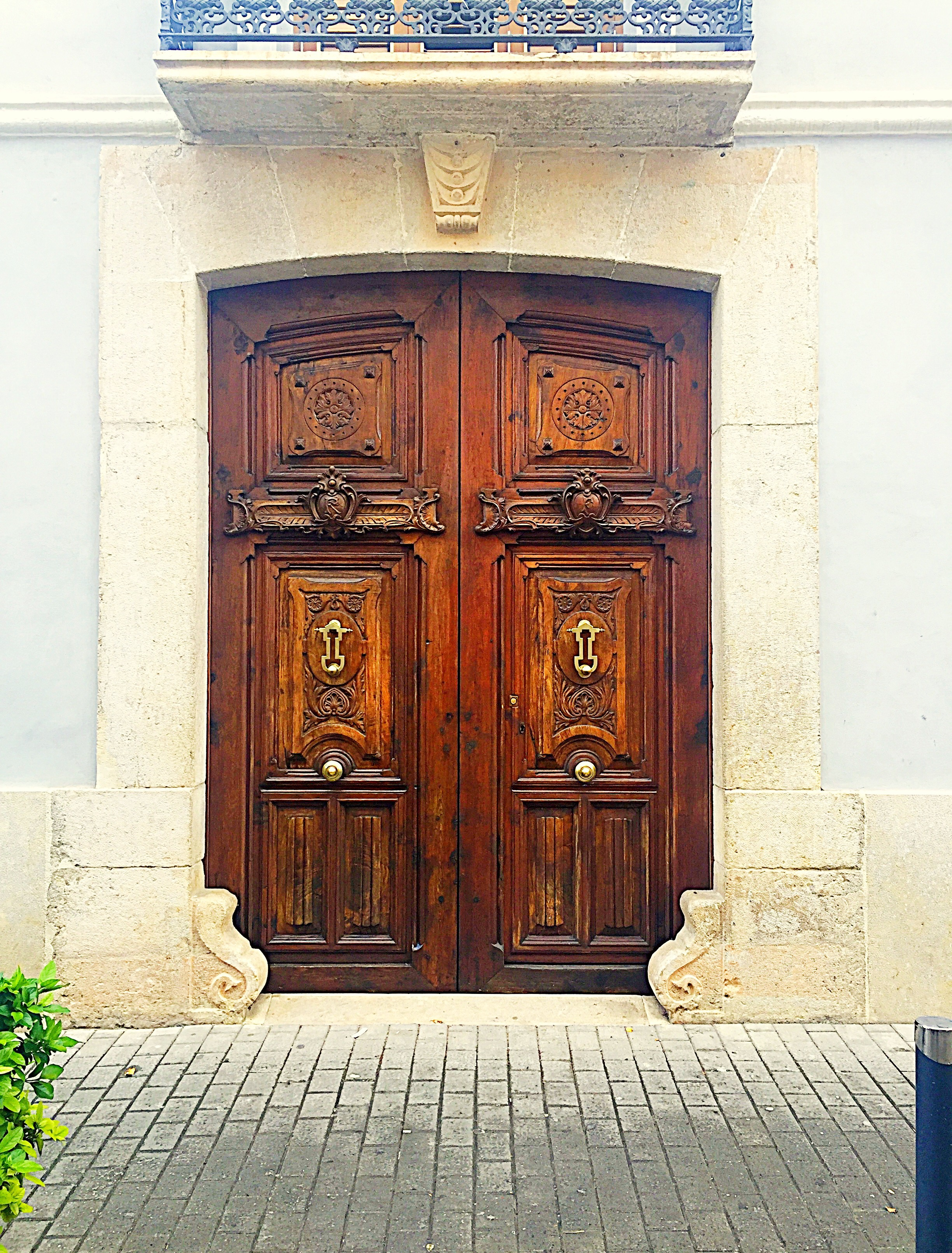
Portalada de la Casa Frasquet

Quant al patrimoni, a banda del Museu Prehistòric, podem contemplar:
- Ermita de Sant Antoni. Segle XVII, restaurada en la dècada dels vuitanta del passat segle.
- Església de l'Assumpció. De 1536.
- Palau Ducal. Segles XIV-xv. Sols es conserva un tros de la façana i alguns elements integrats en edificis posteriors. Es tractava d'un palau edificat al S.XIV pels Bellvís una volta fet el repartiment que va ser adquirit posteriorment pels ducs de Gandia que el convertiren en la residència d'esbarjo dels Borja, finalment va passar a propietat dels Frasquet que foren els darrers senyors del palau fins a la seua reparcel·lació i enderrocament a primeries del segle xx.
- Font pública, llavador i bassa de la font. Elements construïts entre els segles xvii i xix i convertits en lloc d'esbarjo.
- Forn de la Gerreria. Del segle xviii, és el més antic de Castelló i va ser restaurat en 1988.
- Casa Frasquet. Casa peiral d'una antiga familia de l'aristocracia local darrers propietaris del palau ducal, construïda a sobre de l'almassera peiral del segle xviii una vegada reparcel·lat el palau, cal destacar la magnífica factura d’estil modernista de les portes d'entrada.
- Mesquita. Actualment de propietat municipal.
- Cisterna medieval.
- Neveres i caves. Són dels segles xvi al xix i estan distribuïdes per tot el terme. Hi destaquen la de Racons o Porrinxons.

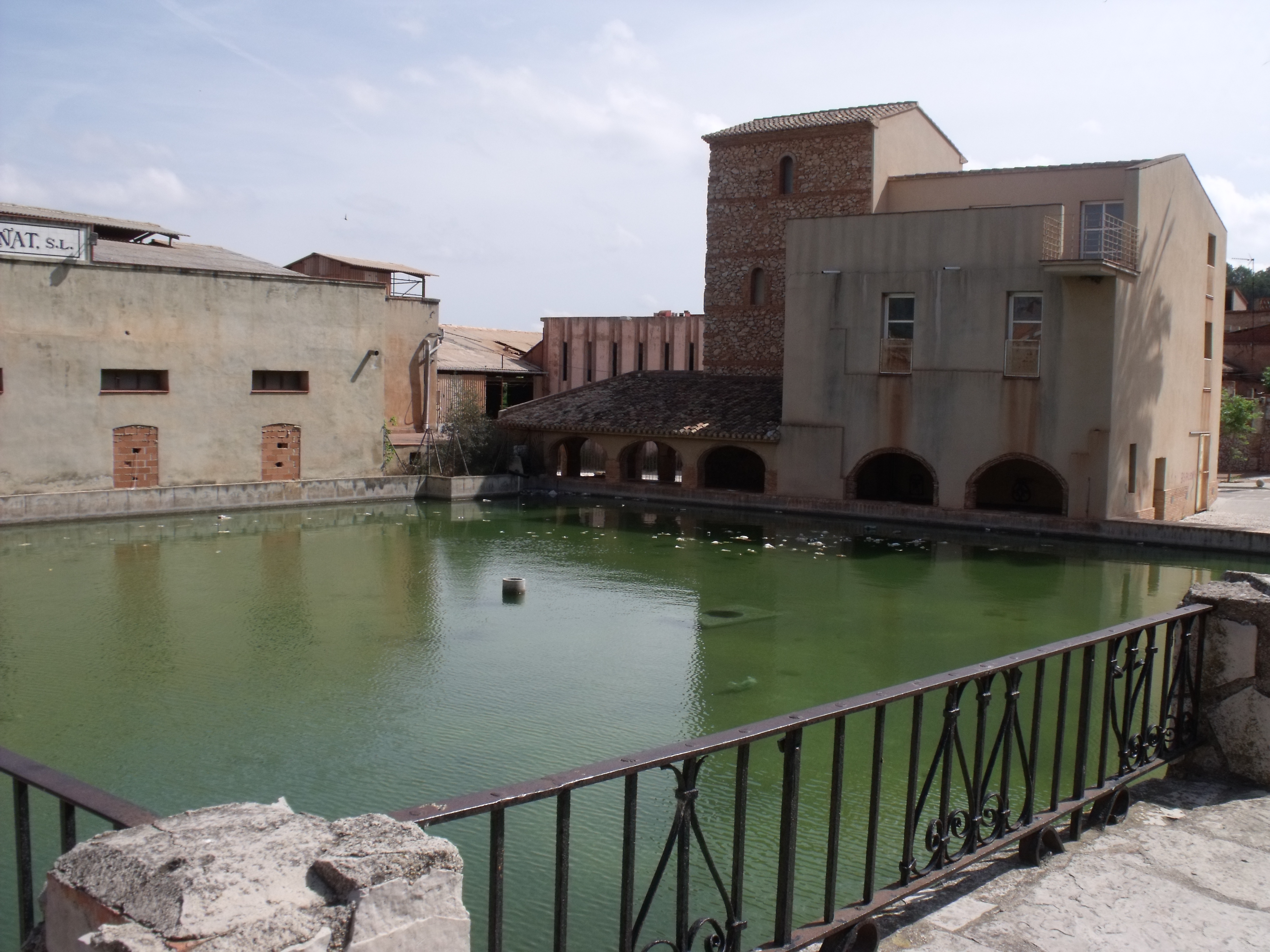
Bassa, font i llavader
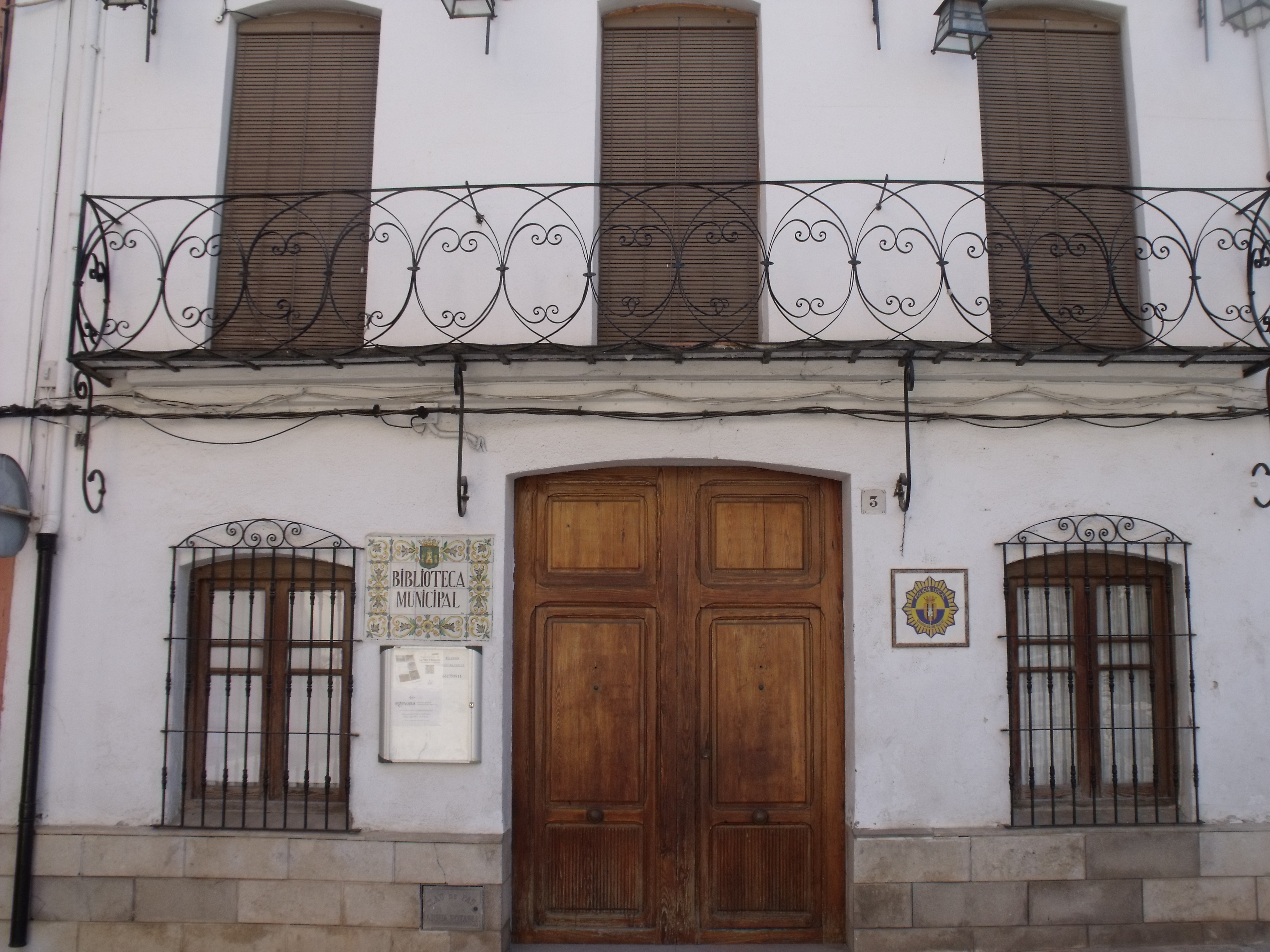
Antiga Biblioteca Municipal
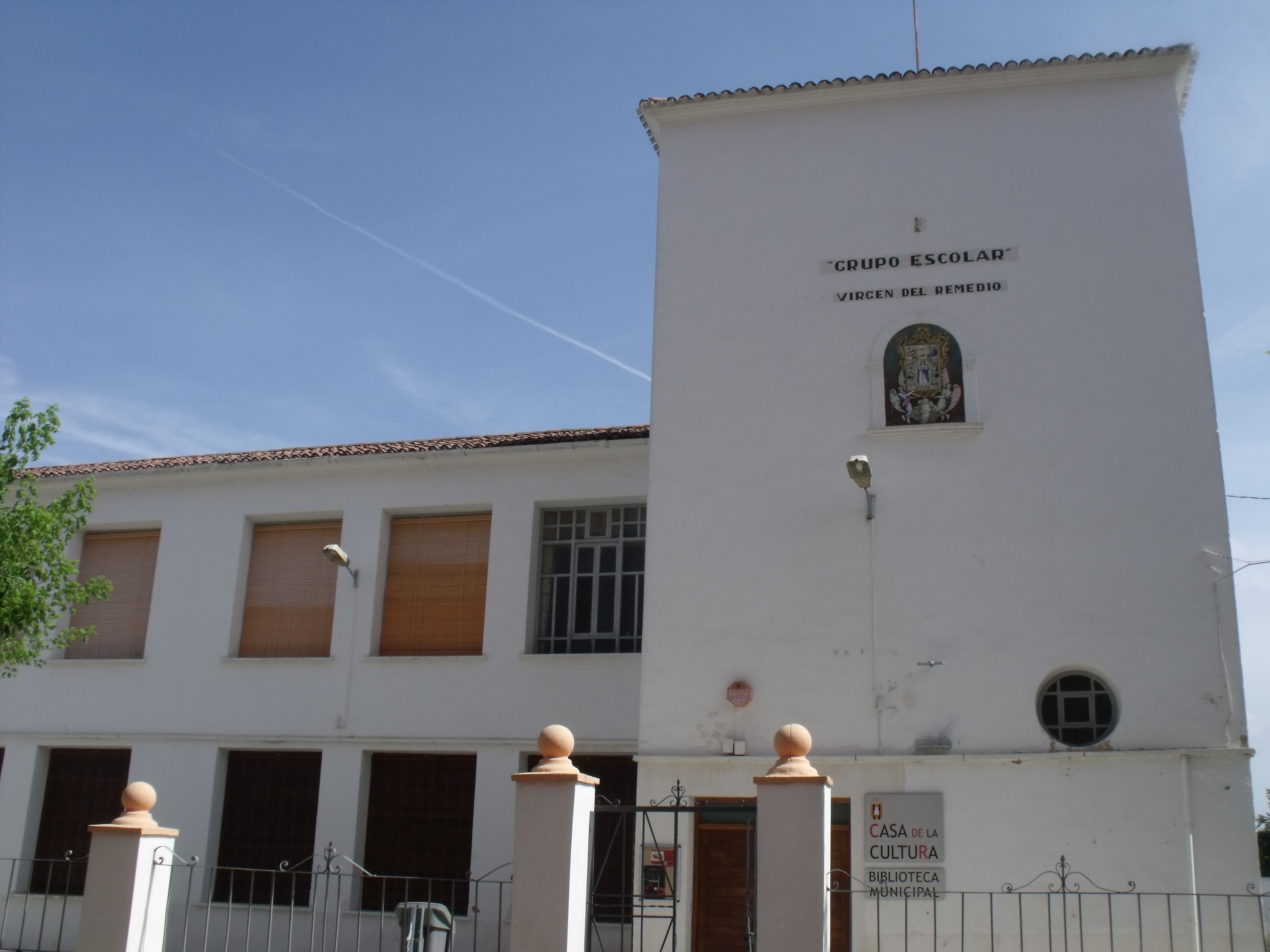
Casa de la cultura Carmen Alborch. Antigues escoles.
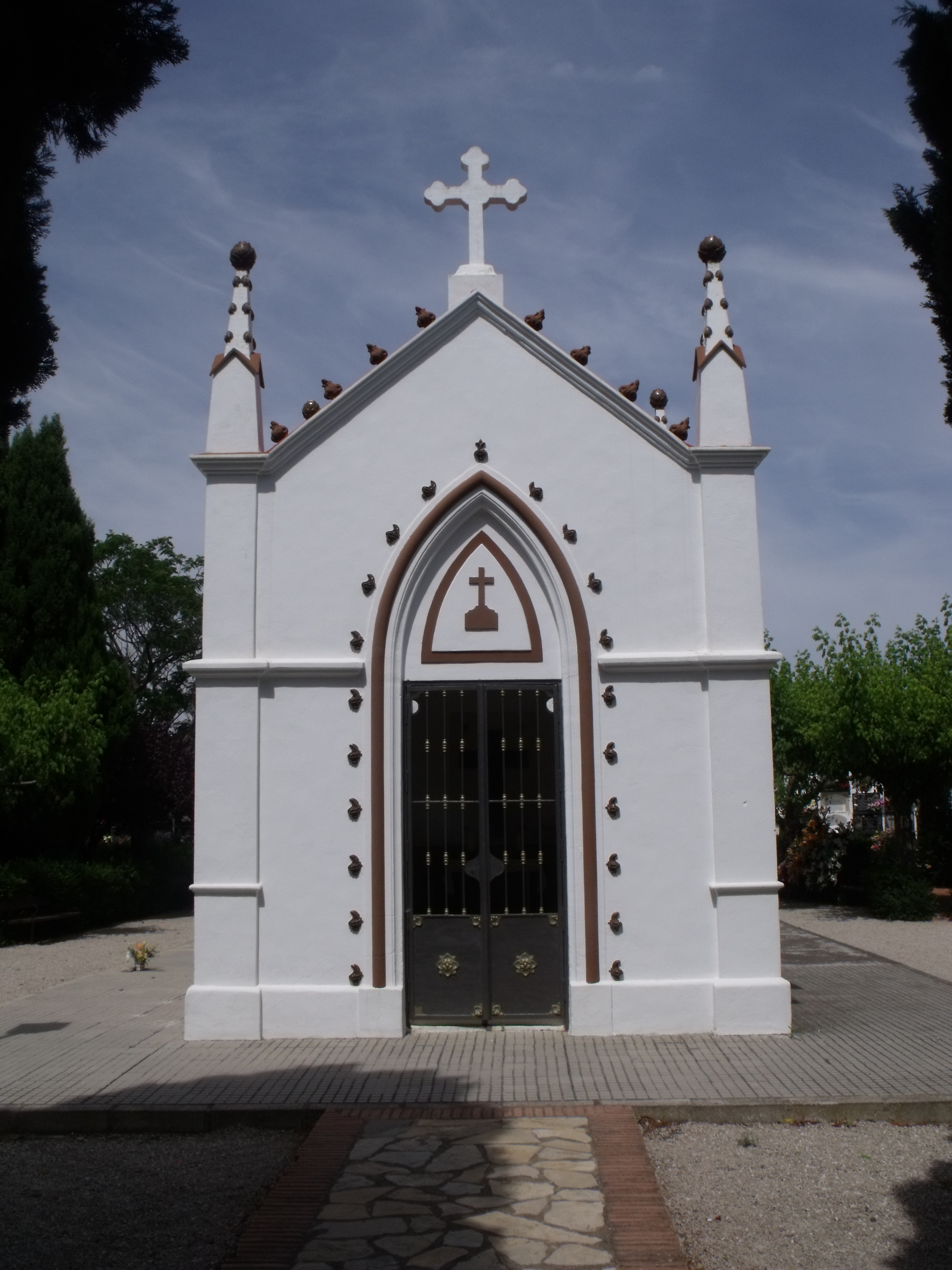
Panteó eclesiastic al cementeri.
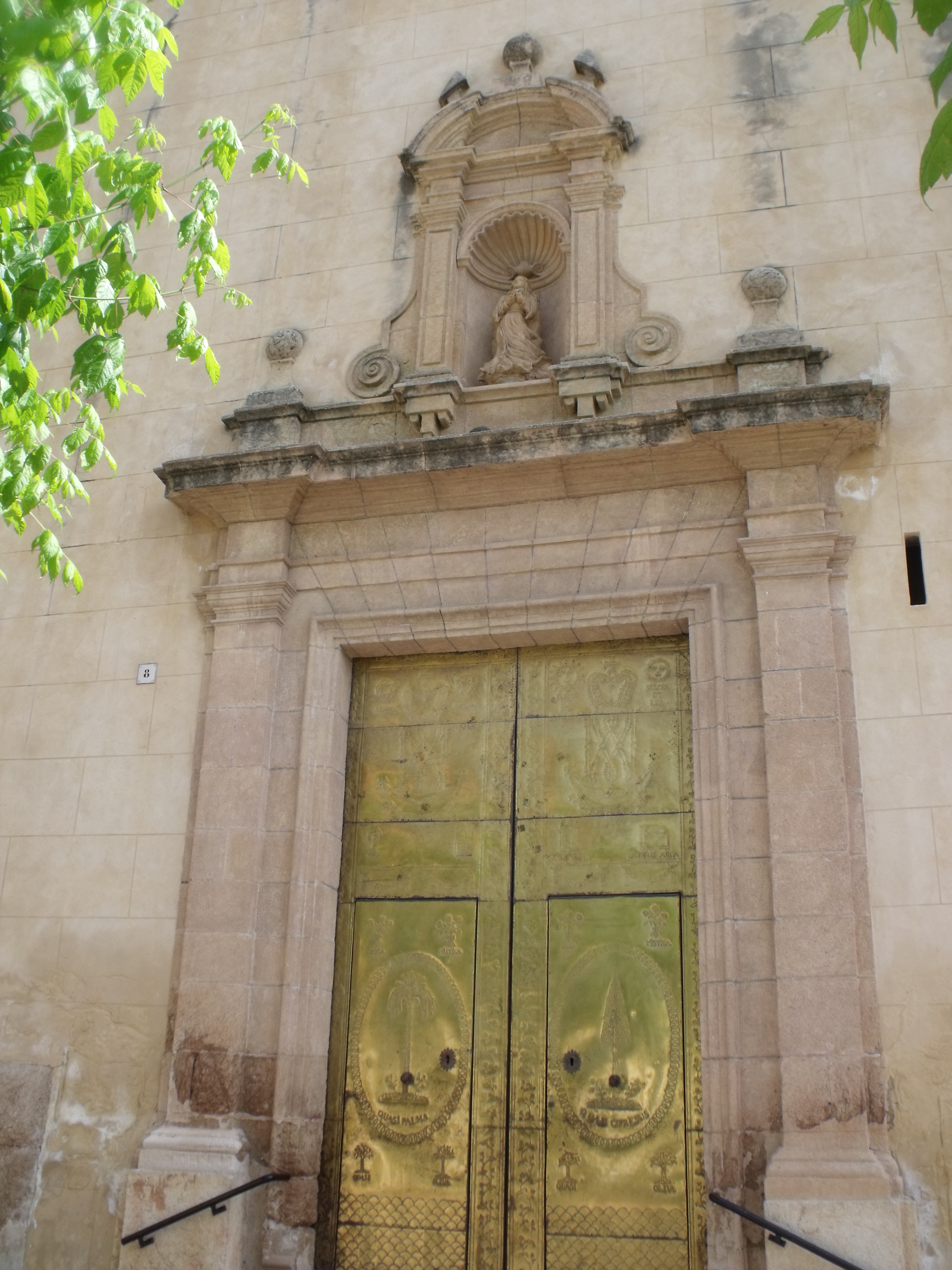
Església de la Mare de Déu de l'Assumpció
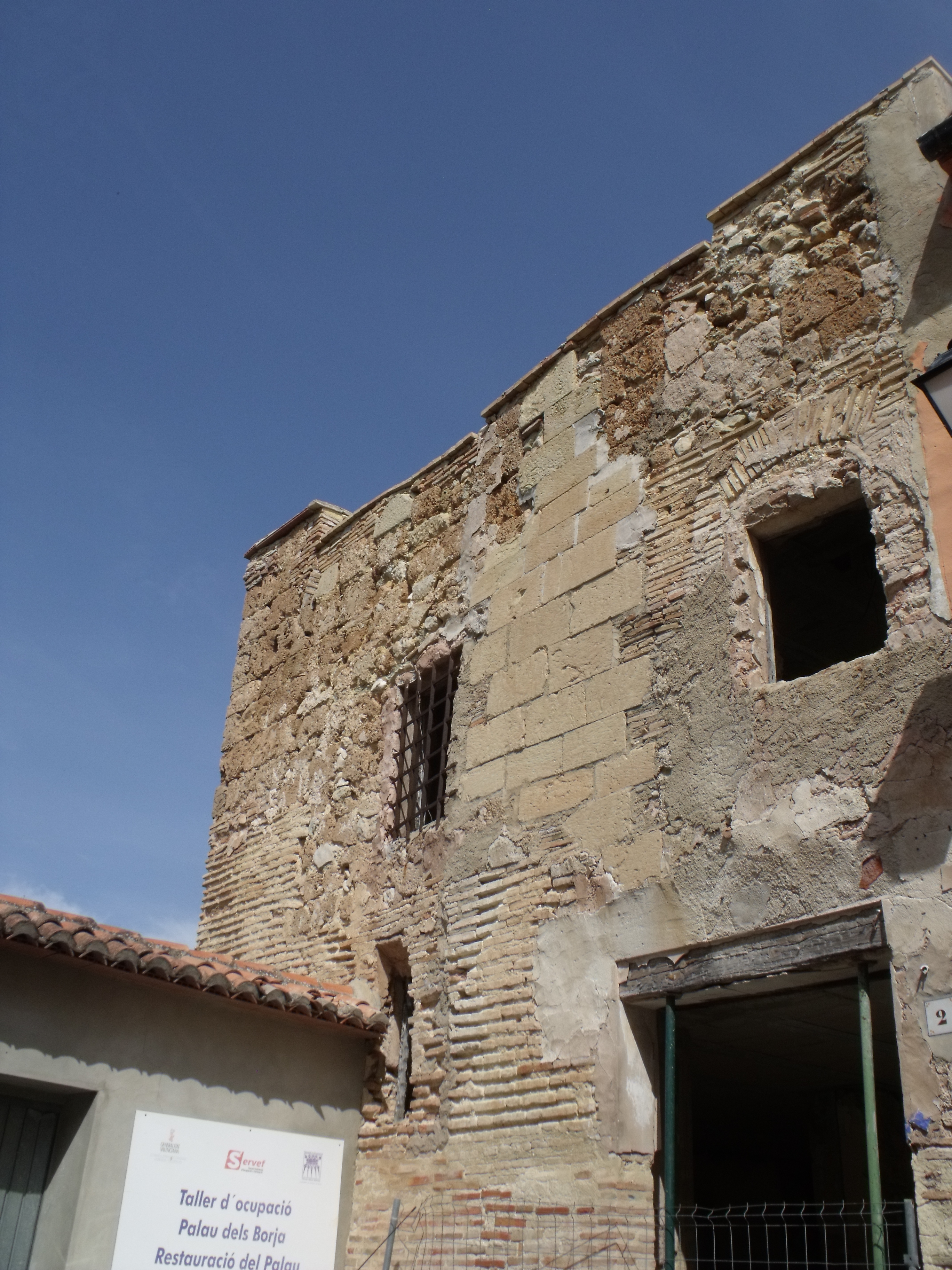
Antic Palau dels Borja
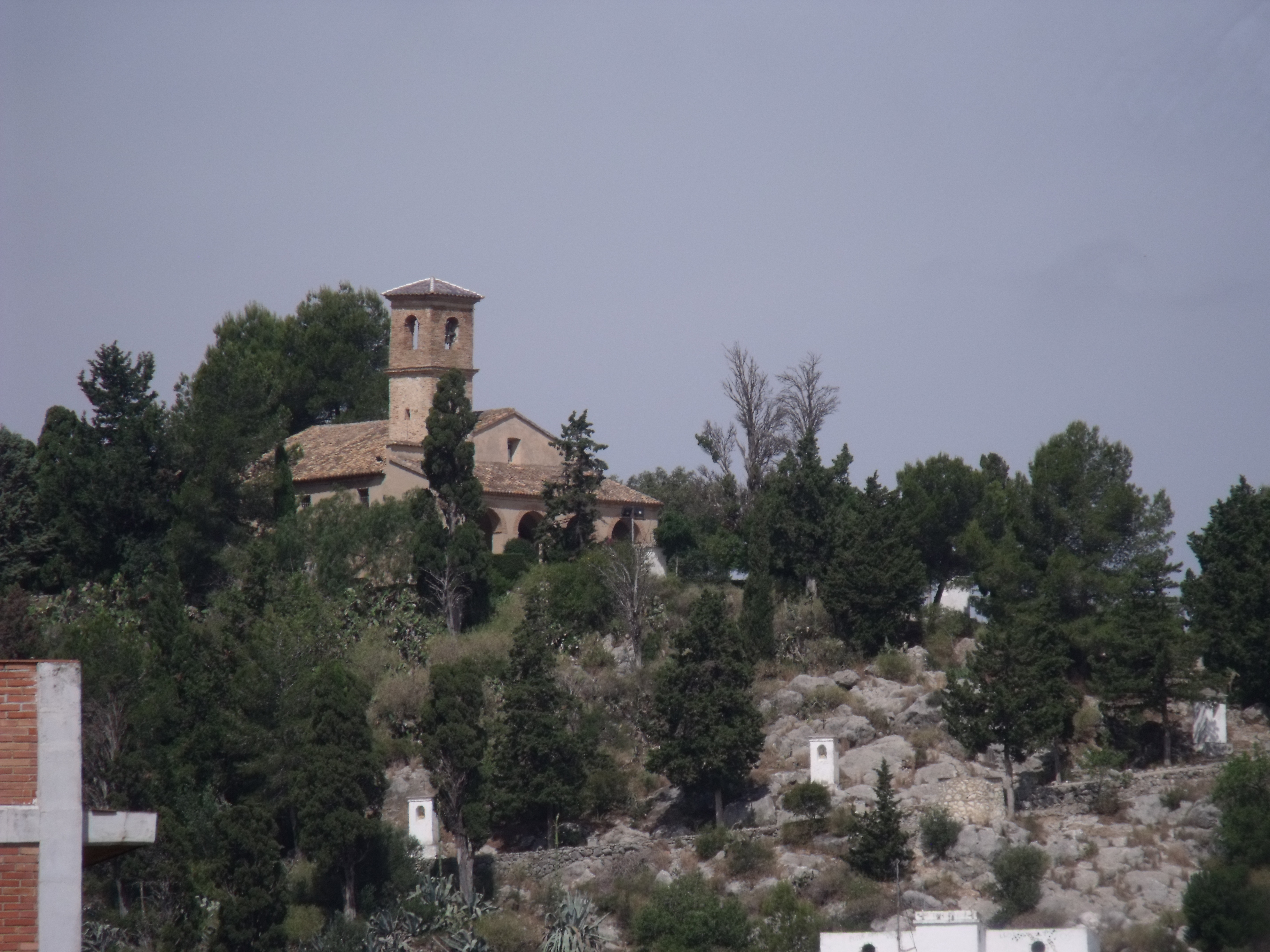
Ermita de Sant Antoni i Santa Bàrbera.

## Festes locals[calcitació]
Verge del Remei: Verge del Remei. Les festes patronals de la població se celebren els dies 6, 7 i 8 de desembre. Són les Festes Majors del municipi, de caràcter eminentment religiós, commemoren un miracle esdevingut a Castelló atribuït a la Verge del Remei (Patrona de Castelló de Rugat). Entre els actes destaca, la "descoberta" del retaule de la Mare de Déu del Remei que es realitza la vespra de la festa (5 de desembre), la "despertà" que comença a les 06.00 del matí del dia 6 des de la porta de l'església recorrent els carrers de la població on es realitzen cants tradicionals, les cercaviles de la Unió Musical Benicadell, els diferents actes pirotècnics i com no, la solemne processó en honor de la Verge del Remei que arriba al seu punt més emocionant quan el poble espera a la seua patrona en la plaça del Campanar. El dia 7 es dedica al Crist de la Fe i el dia 8 a la Immaculada Concepció. Cada dia hi ha uns festers que s'encarreguen d'organitzar-ho tot, per a la Verge del Remei les festeres són les dones que compleixen 50 anys, per al Crist de la Fe els homes de 60 anys i per a la Puríssima les xiques de 18 anys. Previ a aquests dies principals es realitza un pregó de les festes en la plaça del Campanar, una ofrena de flors a la patrona i un solemne novenari en honor de la Verge del Remei.
Sant Antoni Abat: Es celebra sempre el cap de setmana després del dia de Sant Antoni (17 de gener) o el mateix dia, si coincideix en diumenge. El dissabte a la nit té lloc en la plaça la crema de la foguera. El diumenge és costum pujar a l'Ermita, on se celebra una missa en honor al Sant, es canten els gojos, es beneeixen animals i es reparteix el pa beneït. Tradicionalment se celebrava la "rifa del porquet", no obstant això amb el pas dels anys aquesta tradició s'ha adaptat sortejant-se un val per a gastar en comerç local. Des de fa uns anys es celebra un mercat medieval, on intervenen pràcticament la totalitat dels comerços i associacions del poble, amb gran participació de tots els veïns de la localitat i de les poblacions veïnes.
Festes d'agost: Comencen el primer divendres després del dia 15 d'agost, Festivitat de l'Asunción fins al dimarts següent, i se celebren en honor a "Sant Roc". Son unes festes on allò més destacat és la participació del poble. L'organització de les festes està amb càrrec de la regidoria de festes, dels festers i festeres que cumplixen 18 anys i de la Junta Central de Moros i Cristians, qui programen diversos actes lúdics, esportius i culturals, entre ells cal destacar la entrada de Moros i Cristians, que va iniciar en 1985 la Filà Muladins, la "Remullà" a la Bassa de la Font, la cavalcada de disfresses, els fanalets o la festa de les paelles. Totes les nits estan amenitzades per revetles.
Les Cassoletes: Se celebren el diumenge següent al dia de Santa Teresa (15 d'octubre). És una festivitat instituïda per una mestra de l'escola Municipal, anomenada Teresa Estruch Lloret, que convidava el dia del seu sant als seus alumnes a menjar arròs al forn a l'Ermita. Actualment, és costum al poble pujar a l'Ermita per a menjar allí la cassola d'arròs al forn. A més, es festa declarada d'interés turístic local.

## Gastronomia
Són plats típics de Castelló de Rugat els arrossos, com ara l'arròs caldós, al forn, amb fesols i naps; les coques de dacsa, el blat picat, el putxero, cassoles, guisat de cigrons, suquet de rap, faves sacsades, guisat de conill, coquetes del foradet al mig, pastissets de verdura, embotits.
Pel que fa als dolços, destaquen el codonyat, l'arrop i talladetes, la melmelada de tomaca i els torrons; quant a la pastisseria destaquem els bunyols de carabassa, les barretes de nous, les fogasses, els mantecats, la coca celestial i els pastissets de moniato.
Cal parar esment en els vins (denominació d'origen valència, de la subzona del Clarià), elaborats amb raïm de la terra, i la mistela. També hi ha bona mel gràcies a la gran quantitat d'herbes aromàtiques que hi ha pels voltants del poble.

## Política i govern

### Composició de la corporació municipal
El Ple de l'Ajuntament està format per 11 regidors. En les eleccions municipals de 26 de maig de 2019 foren elegits 5 regidors del Partit Socialista del País Valencià (PSPV-PSOE), 4 del Partit Popular (PP) i 2 de Compromís per Castelló de Rugat (Compromís).
| Eleccions municipals de 26 de maig de 2019 - Castelló de Rugat                                                                |                                          |                                     |                                     |        |          |          |
| Candidatura | Candidatura                              | Candidatura                         | Cap de llista                       | Vots   | Vots     | Regidors |
| | Partit Socialista del País Valencià-PSOE |                                     | Antonio Esquinas Martínez           | 618    | 44,14%   | 5 ()     |
| | Partit Popular                           |                                     | Daniel Bataller García              | 544    | 38,86%   | 4 ()     |
| | Compromís per Castelló de Rugat          |                                     | Damià Martínez Soler                | 233    | 16,64%   | 2 ()     |
| | Vots en blanc                            |                                     |                                     | 5      | 0,36%    |          |
| Total vots vàlids i regidors                                                                                                  | Total vots vàlids i regidors             | Total vots vàlids i regidors        | Total vots vàlids i regidors        | 1.400  | 100 %    | 11       |
| | Vots nuls                                | Vots nuls                           | Vots nuls                           | 20     | 1,41%    |          |
| Participació (vots vàlids més nuls)                                                                                           | Participació (vots vàlids més nuls)      | Participació (vots vàlids més nuls) | Participació (vots vàlids més nuls) | 1.420  | 85,65%** |          |
| Abstenció | Abstenció                                | Abstenció                           | Abstenció                           | 238*   | 14,35%** |          |
| Total cens electoral | Total cens electoral                     | Total cens electoral                | Total cens electoral                | 1.658* | 100 %**  |          |
| Alcalde: Antonio Esquinas Martínez (PSPV) (15/06/2019)                                                                        |                                          |                                     |                                     |        |          |          |
| Fonts: JEC, JEZ Gandia, M. Interior, Periòdic Ara. (* No són vots sinó electors. ** Percentatge respecte del cens electoral.) |                                          |                                     |                                     |        |          |          |

### Alcaldes
Des de 2015 l'alcalde de Castelló de Rugat és Antonio Esquinas Martínez del Partit Socialista del País Valencià (PSPV-PSOE).
| Període                       | Alcalde o alcaldessa         | Partit polític | Data de possessió | Observacions |
| ----------------------------- | ---------------------------- | -------------- | ----------------- | ------------ |
| 1979–1983                     | Josep Maronda Alcaraz        | AI             | 19/04/1979        | --           |
| 1983–1987                     | Vicent Moreno i Montañés     | PSPV-PSOE      | 28/05/1983        | --           |
| 1987–1991                     | Vicent Moreno i Montañés     | PSPV-PSOE      | 30/06/1987        | --           |
| 1991–1995                     | Vicent Moreno i Montañés     | PSPV-PSOE      | 05/07/1991        | --           |
| 1995–1999                     | Vicent Moreno i Montañés     | PSPV-PSOE      | 17/06/1995        | --           |
| 1999–2003                     | Vicent Moreno i Montañés     | PSPV-PSOE      | 03/07/1999        | --           |
| 2003–2007                     | Vicent Moreno i Montañés     | PSPV-PSOE      | 14/06/2003        | --           |
| 2007–2011                     | José Miguel Barranca Alborch | PP             | 16/06/2007        | --           |
| 2011–2015                     | José Miguel Barranca Alborch | PP             | 11/06/2011        | --           |
| 2015–2019                     | Antonio Esquinas Martínez    | PSPV-PSOE      | 13/06/2015        | --           |
| 2019-2023                     | Antonio Esquinas Martínez    | PSPV-PSOE      | 15/06/2019        | --           |
| Des de 2023                   | n/d                          | n/d            | 17/06/2023        | --           |
| Fonts: Generalitat Valenciana |                              |                |                   |              |

## Personatges il·lustres
- Carmen Alborch i Bataller: política, escriptora i professora universitària valenciana que fou ministra.
- Jaume Costa i Bosch: jugador de pilota valenciana en les modalitats de trinquet.
- Evarist Navarro i Segura: escultor.